# Језик стилских листова
Језик стилских листова, или стилски језик, је програмски језик који изражава презентацију структурираног документа. Једна привлачна особина структурираног документа је та да се садржај може поново искористити у многим контекстима и бити презентован на различите начине. Различити стилски листови могу бити придружени логичкој структури како би се произвеле различите презентације.
Један модеран језик стилских листова са широком употребом је CSS (енгл. Cascading Style Sheets), који се користи да стилизује документе написане у HTML-у, XHTML-у, SVG-у, XUL-у, и другим језицима за обележавање.
За приказивање садржаја структурираног документа, скуп стилистичких правила (за описивање на пример: боја, фонтова и распореда елемената) мора бити примењен. Једна таква колекција стилистичких правила се зове стилски лист. Стилски листови у форми писаних докумената имају дугу историју коришћења међу уредницима и типографима како би осигурали конзистентност презентације, правописа (спеловања у страним језицима) и интерпункције. У електронском издаваштву, језици стилских листова су чешће коришћени у контексту визуелне презентације него у правопису и интерпункцији.

## Компоненте
Сви језици стилских листова пружају функционалност у следећим областима:
СинтаксаСтилском језику је потребна синтакса како би био изражен на машински читљив начин. На пример ово је једноставан стилски лист написан у CSS синтакси:h1 { font-size: 1.5em }

СелекториСелектори одређују на које елементе ће утицати стилско правило. Као такви селектори су спојница између структуре документа и стилистичких правила у стилском листу. У горенаведеном примеру селектор "h1" бира све h1 елементе. Комплекснији селектори могу изабрати елементе на основу н.п.р. њиховог контекста, атрибута или садржаја.
СвојстваСви језици стилских листова имају неки концепт својстава којима могу бити придружене вредности како би се променио један од аспеката приказивања елемента. Својство "font-size" из CSS-а је коришћено у примеру изнад. Уобичајено језици стилских листова имају око 50 својстава за опис презентације документа.
Вредности и јединицеСвоства мењају приказ елемента тако што им се придружи одређена вредност. Та вредност може бити ниска, кључна реч, број или број са идентификатором јединице. Такође вредности могу бити листе или изрази који укључују више претходно поменутих вредности. Типична вредност у визуелним стилским листовима је дужина. На пример: "1.5em" који се састоји од броја (1.5) и јединице (em). Вредност "em" у CSS-у представља величину фонта околног текста. Уобичајено језици стилских листова имају око десет различитих јединица.
Механизам распоређивања вредностиКако би се избегло експлицитно навођење свих вредности за свако својство сваког елемента, језици стилских листова имају механизам да распореде вредности аутоматски. Главна предност респоређивања вредности је мање опширан стилски лист. У примеру изнад само величина фонта је наведена. Остале вредности ће бити пронађене кроз механизме респоређивања вредности. Наслеђивање, почетне вредности и каскадирање су примери механизама распоређивања вредности.
Модел форматирањаСви језици подржавају неку врсту модела форматирања. Већина језика стилских листова имају визуелни модел форматирања који описује, до неких детаља, како ће текст и остали садржај бити распоређен у крајњем приказу. На пример, CSS модел форматирања прецизира да ће се елементи нивоа блокова ("h1" је један од примера) проширити да попуне ширину родитељског елемента. Неки језици стилских листова такође имају и слушни модел форматирања.